# Stanko Bubalo
Stanko Bubalo est un footballeur international croate le 26 avril 1973 à Široki Brijeg.

## Palmarès

### NK Osijek
- Vainqueur de la Coupe de Croatie en 1999.

### Hajduk Split
- Champion de Croatie en 2001.